# Halkkoaukko
Halkkoaukko är en fjärd i Finland. Den ligger i kommunen Masko i landskapet Egentliga Finland, i den sydvästra delen av landet, 170 km väster om huvudstaden Helsingfors.
Halkkoaukko omges av fastland i norr och i öster. I sydväst avgränsas den av öarna Iso-Virtukka och Joumu. I nordöst utmynnar vattendragen Kuuvajoki, Hirvijoki och Maskunjoki i Halkkoaukko.